# Instituto de Estudos Sociais e Políticos da Universidade do Estado do Rio de Janeiro
O Instituto de Estudos Sociais e Políticos (IESP) é um centro de pesquisa e ensino de pós-graduação em ciência política e sociologia de destaque na América Latina. É vinculado à Universidade do Estado do Rio de Janeiro (UERJ).
Foi criado para acolher os antigos programas de mestrado e doutorado em sociologia e ciência política do antigo Instituto Universitário de Pesquisas do Rio de Janeiro (IUPERJ). Pela determinação da direção da Universidade Candido Mendes de não mais pagar os salários de professores e funcionários dos programas do IUPERJ, os professores, alunos e funcionários da antiga instituição migraram para a UERJ em junho de 2010, e os novos programas foram reconhecidos pela Coordenação de Aperfeiçoamento de Pessoal de Nível Superior (CAPES), do Ministério da Educação, em novembro do mesmo ano.

## Histórico
Sua história remonta ao surgimento dos primeiros curos de pós-graduação em ciência política no Brasil. No doutorado, por exemplo, houve a primeira tese defendida já em 1971. Desde então foram  lá defendidas aproximadamente 400 teses de doutorado e quase 600 dissertações de mestrado. Geração após geração, os cientistas sociais formados pela instituição passaram a integrar os quadros docentes de universidades de prestígio em todo país e no exterior, ou seguiram carreiras em instituições públicas e privadas.
O IESP (ainda como IUPERJ) teve papel decisivo na fundação da Associação Nacional de Pós-Graduação e Pesquisa em Ciências Sociais (Anpocs), na década de 1970, e da Associação Brasileira de Ciência Política (ABCP), na década seguinte e continua participando ativamente destas e de outras associações científicas no Brasil e no exterior.
O IESP também edita a Dados – Revista de Ciências Sociais, uma das principais e mais longevas revistas nas Ciências Sociais no Brasil. Publicada desde 1966, divulga trabalhos inéditos e inovadores, oriundos de pesquisa acadêmica, de autores brasileiros e estrangeiros. Com periodicidade trimestral desde 1981 e tiragem média de 400 exemplares impressos por número, faz parte do primeiro grupo de onze revistas que em 1996 integraram o SciELO – Science Eletronic Library Online, o mais importante veículo de divulgação da ciência brasileira, constituindo-se no primeiro periódico de Ciências Humanas a fazer parte do projeto. A liderança da revista também é contrastada na atualidade, pois é uma das poucas revistas brasileiras de Ciências Sociais indexadas no Institute for Scientific Information – ISI (Thomson Co.), além de ter sido qualificada como A1 em várias áreas na última atualização do Qualis/CAPES.

## Grupos de pesquisa do IESP-UERJ
O IESP-UERJ possui 14 grupos de pesquisa ativos
1. Beemote - Grupo de Estudos e Pesquisa em Teoria Política e Pensamento Político Brasileiro (http://beemote.iesp.uerj.br/)
Coordenação: Christian Edward Cyril Lynch e Pedro Hermílio Villas Bôas Castelo Branco
O BEEMOTE é um Grupo de Estudos e Pesquisa em Teoria Política e Pensamento Político Brasileiro. Formado em 2014 por professores e alunos ligados ao Instituto de Estudos Sociais e Políticos da Universidade do Estado do Rio de Janeiro (IESP/UERJ), o BEEMOTE tem como objetivo aprimorar a formação, a pesquisa e o debate em torno de temas caros à teoria política, história dos conceitos, violência e pensamento político brasileiro.
2. CERES - Centro de Estudo da Riqueza e da Estratificação Social (http://ceres.iesp.uerj.br)
Coordenadores: Carlos Antonio Costa Ribeiro e Nelson do Valle
O “Centro para o Estudo da Riqueza e da Estratificação Social” (CERES) tem como principal objetivo realizar pesquisas e fornecer informações, através de indicadores sociais, sobre os processos de estratificação social que geram desigualdades sociais persistentes.
3. DOXA - Laboratório de Pesquisa em Comunicação Política e Opinião Pública (http://doxa.iesp.uerj.br)
Coordenação: Argelina Figueiredo
O Doxa foi criado em 1996 para investigar os processos eleitorais e de formação da opinião política. Coordenado inicialmente pelo professor Marcus Figueiredo, o laboratório tornou-se uma referência para a pesquisa em comunicação política no Brasil, produzindo teses, dissertações, publicações e análises dentro dos vários sub-temas que o assunto comporta, como propaganda eleitoral, jornalismo político, recepção e atitude política, comportamento eleitoral e outros.  O Doxa dispõe hoje de um importante acervo audiovisual de propaganda e jornalismo políticos e pesquisas de opinião, com coleções de programas eleitorais desde 1988, telejornais, clippings das aparições de candidatos e documentários. Nosso acervo serve de base para pesquisas científicas em várias instituições, no Brasil e no exterior.  Em 2014, o Doxa passou a ser coordenado pela professora Argelina Cheibub Figueiredo. Mantendo sua missão original de investigação dos processos eleitorais passou a se dedicar também à análise dos resultados eleitorais, ampliando assim o seu escopo e incorporando pesquisadores do Iesp dedicados ao estudo do tema.
4. GEMAA - Grupo de Estudos Multidisciplinares da Ação Afirmativa (http://gemaa.iesp.uerj.br/)
Coordenadores: João Feres Júnior e Luiz Augusto Campos
O GEMAA (Grupo de Estudos Multidisciplinares da Ação Afirmativa) é um grupo de pesquisa dedicado ao estudo das ações afirmativas, com inscrição no CNPq e sede no IESP-UERJ. Atualmente desenvolvemos um conjunto de projetos de pesquisa sobre as ações afirmativas no contexto brasileiro e mundial, a partir de uma variedade de abordagens metodológicas e objetivos. Além disso, o GEMAA organiza eventos e discussões sobre o tema das ações afirmativas no Brasil.
5. LABMUNDO - Laboratório de Análise Política Mundial (http://www.labmundo.org/)
Coordenadores: Carlos R. S. Milani e Enara Echart Muñoz
O Laboratório de Análise Política Mundial (LABMUNDO) é uma iniciativa interdisciplinar de pesquisa e ensino lançada em março de 2006. Seus pesquisadores – professores, doutores, mestres e estudantes de graduação e pós-graduação – atuam em 3 linhas de pesquisa distintas, porém integradas, com o objetivo central de compreender e analisar a ordem mundial contemporânea a partir das grandes transformações sociais, econômicas, políticas e culturais que marcam a chamada Terceira Revolução Industrial e a globalização desde os anos 1970 na transição para o século XXI.
6. LED - Laboratório de Estudos sobre a Democracia (https://web.archive.org/web/20160817040630/http://led.iesp.uerj.br/)
Coordenação: Thamy Pogrebinschi
O Laboratório de Estudos sobre a Democracia (LED) tem por escopo central a realização de pesquisas sobre a democracia no Brasil, com ênfase na análise de mecanismos participativos e deliberativos. Na base dos estudos realizados no LED encontra-se a preocupação de investigar o curso de institucionalização de inovações democráticas que facultam a participação da sociedade civil no processo de tomada de decisões políticas, assim como seu impacto nas instituições representativas e no ciclo de políticas públicas.
7. LEMEP - Laboratório de Estudos de Mídia e Esfera Pública (http://lemep.iesp.uerj.br/)
Coordenação: João Feres Júnior
O Laboratório de Estudos de Mídia e Esfera Pública (LEMEP) visa a contribuir para a expansão dos horizontes de estudo da relação entre mídia e política. O LEMEP tem dois objetivos básicos. Primeiro, trazer para o estudo da interação mídia/eleições ferramentas que permitam um entendimento mais complexo e abrangente da cobertura de imprensa por meio da análise quantitativa de conteúdo, feita com ferramentas computacionais. Segundo, estudar outros contextos e momentos de politização da mídia fora dos períodos eleitorais, tais como a cobertura de assuntos como movimentos sociais, problemas urbanos, partidos e personagens políticos e também valores.
8. NECON - Núcleo de Estudos sobre o Congresso (http://necon.iesp.uerj.br/)
Coordenação: Fabiano Santos
O Núcleo de Estudos sobre o Congresso tem por objetivo contribuir para o avanço desta área de estudos através da constituição de um laboratório de pesquisas dedicado à investigação de diversas questões ligadas ao Congresso Nacional e Assembleias Legislativas, desde índices e taxas de coesão e disciplina, informações sobre trajetória política dos parlamentares, tramitação de políticas públicas e problemas de organização interna.
9. NEIC - Núcleo de Estudos do Empresariado, Instituições e Capitalismo (http://neic.iesp.uerj.br/)
Coordenadores: Renato Boschi
O Núcleo de Estudos do Empresariado, Instituições e Capitalismo, o NEIC, formaliza as atividades de pesquisa na área da Economia Política que vem sendo conduzida há mais de trinta anos pelos coordenadores, focalizando o papel do empresariado e as condições de desenvolvimento do capitalismo brasileiro e dos países da América Latina.
10. NETSAL - Núcleo de Estudos de Teoria Social e América Latina (http://netsal.iesp.uerj.br/)
Coordenadores: Breno Bringel e José Mauricio Domingues
O Núcleo de Estudos de Teoria Social e América Latina desenvolve suas atividades nas duas áreas de pesquisa indicadas por seu nome. A área de Teoria dedica-se aos fundamentos da Teoria Sociológica e Social, discutindo principalmente os seguintes temas: teoria da subjetividade coletiva, modernidade global e teorias das ações coletivas e dos movimentos sociais. A área de América Latina surge, por seu turno, como referente empírico central que dá sustentação a parte das discussões desenvolvidas tanto em Teoria Social de modo geral, como em Ações Coletivas, Contestações Políticas e Movimentos Sociais, de forma mais específica.
11. NUPET - Núcleo de Pesquisas e Estudos do Trabalho (http://nupet.iesp.uerj.br/)
Coordenação: Adalberto Cardoso
O Núcleo de Pesquisas e Estudos do Trabalho (NUPET), criado em 2002, dedica-se à análise de temas ligados às transformações no mundo do trabalho e seu impacto sobre os mecanismos sociais de construção e reprodução de identidades coletivas, formas de associativismo e participação, obtenção de meios de vida e reprodução de desigualdades, com foco na estrutura e dinâmica dos mercados de trabalho, nas instituições que os regulam, nas estratégias das empresas e na organização sindical.
12. NUPEVI - Núcleo de Pesquisa das Violências (http://nupevi.iesp.uerj.br/)
Coordenadora: Alba Zaluar
O Núcleo de Pesquisa das Violências começou suas atividades em 1997 e tem uma orientação transdisciplinar e interinstitucional. Inicialmente, o foco de análise tem sido as regiões metropolitanas de Belo Horizonte e do Rio de Janeiro.
13. OPSA - Observatório Político Sul-Americano (https://web.archive.org/web/20110710094226/http://observatorio.iesp.uerj.br/)
Coordenação: Maria Regina Soares de Lima
Criado em 2003, o Observatório Político Sul-Americano (OPSA) é um núcleo de referência destinado à análise, ao monitoramento e ao registro de eventos políticos nos planos doméstico e internacional dos países sul-americanos. Suas atividades principais envolvem a coleta e sistematização de informações sobre os processos políticos dos países do subcontinente, bem como a elaboração de análises pontuais sobre aspectos e problemas das conjunturas doméstica e internacional da área.
14. Sociofilo - (co)Laboratório de Teoria Social (https://blogdosociofilo.wordpress.com)
Coordenação: Fredéric Vandenberghe
Fundado em 2007, o núcleo desenvolve, a partir de uma perspectiva humanista, reflexões sistemáticas acerca dos fundamentos filosóficos da teoria social. Assim, a investigação dos pressupostos metateóricos das ciências sociais não constitui um fim em si mesmo, mas serve como preâmbulo necessário à construção de uma teoria social geral da ação em comum. Dessa forma, são abordadas diferentes perspectivas sociológicas e filosóficas, como a hermenêutica, a fenomenologia e a teoria crítica.

## Pós-graduação em Ciência Política
A pós-graduação em Ciência Política do IESP-UERJ foi fundada no antigo IUPERJ em 1969 e se consolidou como um programa de excelência na área. A originalidade do programa do IUPERJ, atual IESP-UERJ, foi a de constituir uma agenda intelectual centrada, basicamente, no tema institucional, valorizando, em plena vigência do regime militar, a questão da democracia política, suas instituições e procedimentos. A inspiração inicial da nossa pós-graduação em ciência política implicou uma requalificação do tema democrático na arena pública, afastando as concepções que viam na democracia uma simples forma política. Além disso, ela exigiu um redimensionamento da pauta científica, com a incorporação da pauta da questão social brasileira: raça, gênero, sindicatos, violência, profissões, pobreza e marginalidade passaram, então, a integrar o elenco de questões pesquisadas. Paralelamente, as áreas de teoria política e pensamento político brasileiro também se tornaram fortes na tradição do programa. Hoje, decorridos mais de quarenta anos, o formato do programa de ciência política do IESP-UERJ preserva aquela inspiração, informados, de um lado, pelo tema institucional abordado pelos ângulos da ciência e da teoria política e, de outro, pela questão social brasileira pensada no âmbito das minorias. São abordagens em permanente diálogo com o legado do pensamento social e político do país, cuja ensaística foi sendo progressivamente incorporada ao seu programa de estudos e de investigação.
A Pós-graduação em Ciência Política compreende um mestrado e um doutorado com as seguintes áreas de concentração e linhas de pesquisa:
1. Relações internacionais e política comparada: Análise política comparada; Democracia, modalidades de capitalismo e desenvolvimento em perspectiva comparada; Política internacional e análise de política externa.
2. Instituições e comportamento político: Instituições políticas e políticas públicas; Mídia e opinião pública; Sistemas eleitorais e sistemas partidários e comportamento político.
3. Teoria política: Teoria política clássica, moderna e contemporânea; Teorias e metodologias de análise textual históricas e não-históricas; Pensamento político brasileiro.

## Pós-graduação em Sociologia
O Programa de Pós-graduação em Sociologia do Instituto de Estudos Sociais e Políticos da Universidade do Estado do Rio de Janeiro (IESP-UERJ) abriga os professores do antigo Programa de Mestrado e Doutorado em Sociologia do Instituto Universitário de Pesquisas do Rio de Janeiro (IUPERJ), que migraram para a nova instituição (junho de 2010). Foram assim garantidas a integridade e a continuidade da tradição consolidada ao longo dos anos de liderança nacional em pesquisa e ensino de ciências sociais no nível de pós-graduação. A Pós-graduação em Sociologia do IESP-UERJ foi fundada no antigo IUPERJ em 1973 e firmou-se como um programa de excelência na área. No antigo IUPERJ, assim como no atual IESP-UERJ, os programas de sociologia e ciência política sempre tiveram uma convivência estreita, de parceria intelectual e institucional. Estas características ajudaram a criar uma alternativa intelectualmente criativa no cenário da pós-graduação em ciências sociais no Brasil. A inspiração inicial da nossa pós-graduação em sociologia implicou uma requalificação do tema democrático na arena pública, afastando as concepções que viam na democracia uma simples forma política. Decorridos mais de quarenta anos, o formato do programa de sociologia do IESP-UERJ preserva aquela inspiração, informado, de um lado, pelo tema institucional abordado pelos ângulos da sociologia política e da teoria social e, de outro, pela questão social brasileira pensada no âmbito da sociologia urbana e das desigualdades sociais. São abordagens em permanente diálogo com o legado do pensamento social e político do país, cuja ensaística foi sendo progressivamente incorporada ao seu programa de estudos e de investigação.
A Pós-graduação em Sociologia compreende um mestrado e um doutorado com as seguintes áreas de concentração e linhas de pesquisa: 
1. Desigualdades, mobilidade Social e trabalho: Estratificação e mobilidade social; Trabalho e sociedade; Metodologia quantitativa e qualitativa.
2. Sociologia Política: Relações entre Estado e sociedade; formação sociopolítica dos Estados; relação entre grupos sociais, redes sociais e a política; movimentos sociais e participação social; mudanças sociais e conflitos; poder e dominação; cidadania e solidariedade; gênero e raça; direitos sociais.
3. Sociologia Urbana: Violência, juventude e sociabilidade; mecanismos cotidianos e aspectos estruturais da sociabilidade urbana; etnografia urbana; cultura e cidades; as dimensões sociais e espaciais da globalização e do transnacionalismo;
4. Teoria Social: Teorias sociológicas; Teoria social e modernidade; Filosofia das ciências sociais.